# Hermandad de la Expiración (Jerez)
La Pontificia y Real Archicofradía del Santísimo Cristo de la Expiración, María Santísima del Valle Coronada, San Juan Evangelista y San Pedro González Telmo, es una cofradía jerezana popularmente conocida cómo La Expiración o El Cristo; realiza su estación de penitencia en la tarde noche del Viernes Santo.

## Historia
La historia de la hermandad proviene de los gremios de los barqueros de San Telmo, en los comienzos del siglo XVI, exactamente en el año 1588. Los barqueros fueron un activo gremio (Cofradía de Marineros) que se llamaban también los hombres de la mar, e iban desde el vecino puerto de El Portal, pasando por Puerto Sta Mª, Cádiz capital y otros puntos de la bahía, siendo muy útiles estos barqueros para el entra y sale de mercancías en la ciudad, cuya principal actividad era el comercio y la pesca. La fundación de la Hermandad según la aprobación de las reglas es de 10 de junio de 1588.

## Túnica
Antifaz y botonadura de terciopelo negro, capa, túnica, guantes y calzado del mismo color, a la cintura cíngulo trenzado en negro y dorado. El escudo de la corporación en la capa, sobre el hombro derecho, sobre el centro del antifaz una cruz alada, ambos bordados en oro.
Los cargadores van con túnica negra, con botonadura y fajín en terciopelo negro, en la cintura un pañuelo blanco, que tradicionalmente era para secarse el sudor provocado por la carga. En el pecho el escudo de la corporación, y sobre la cabeza el bacalao, el cual es una toca egipcia con opulentos bordados.

## Pasos
La cofradía cuenta con tres pasos. Junto a las hermandades de Amor y Sacrificio y el Nazareno son las únicas que conservan la carga tradicional de la ciudad, a horquilla. El primero de los pasos fue realizado por Lutgardo Pinto Ruiz, en caoba, con cartelas de plata y con candelabros de hierro forjado cubiertos de hierba. Es el paso del Cristo, el cual representa a Jesús en el momento de expirar. Va en una Cruz de plata, la cual incorpora una vela, como tradición de la vela de un barco que fue donada por unos marineros que se encomendaron al Señor una vez que fueron a faenar y estuvieron al borde de la muerte, debido al mal estado de la mar.

### Paso de Misterio
La representación evangélica corresponde al momento de la Expiración de Nuestro Señor Jesucristo, con lo que es de los pocos Crucificados de Jerez representado aún vivo.
Exorno floral: Monte de claves rojos donde termina en la cruz con lirios morados.

### Paso de Palio

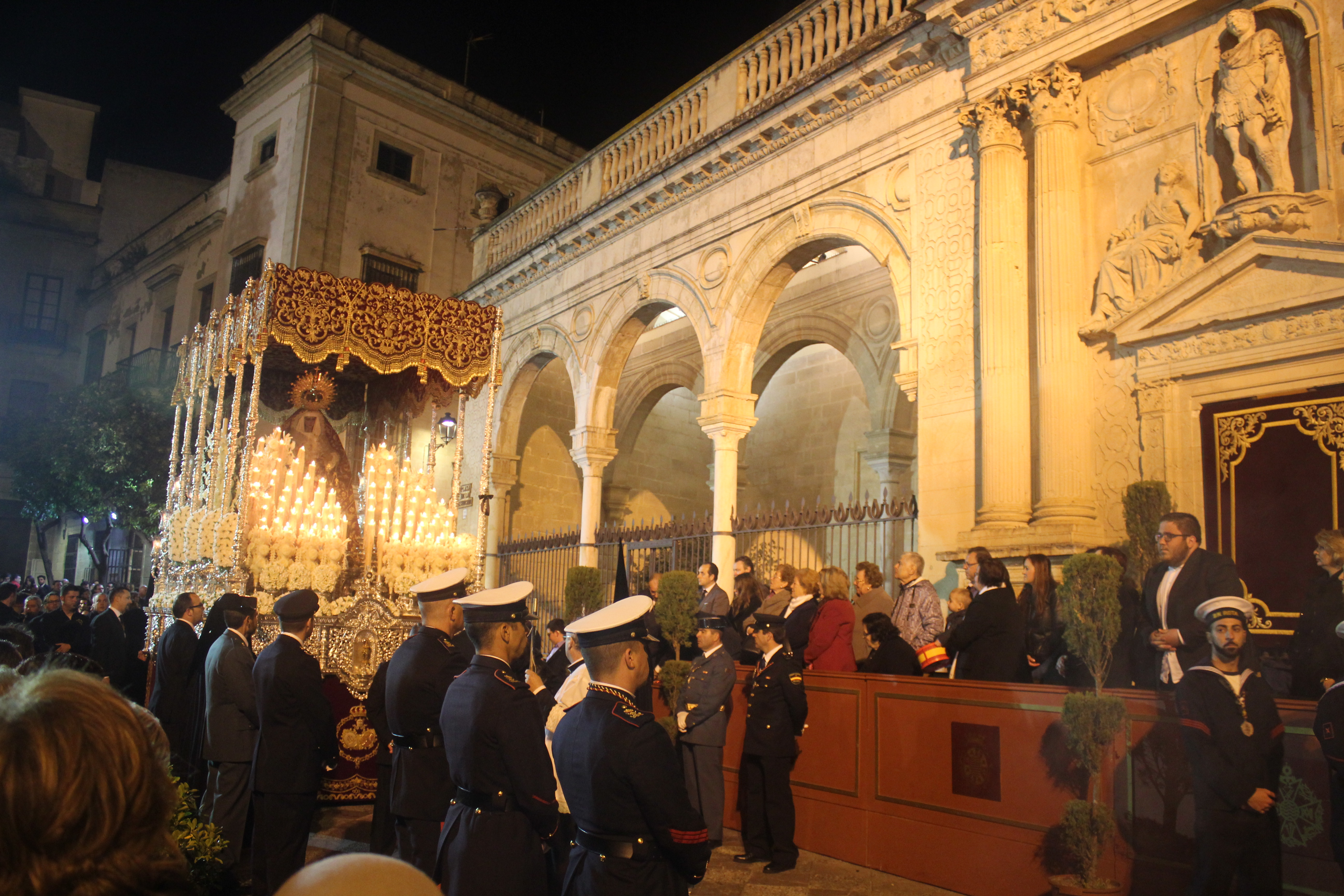
Dolorosa

La Virgen del Valle es una obra atribuida a varios escultores del siglo XX, pero de la que más es hablada es a la de Diego Roldán, del siglo XVIII. Está muy reformada, entre otras intervenciones, por la de Ramón Chaveli en la década de 1940, la de Juan Brito el decenio siguiente y la de Francisco Buiza en 1982.
El Palio está rodeado por 12 varales que identifican a los doce apóstoles de Cristo, dicho trono están cubierto por un techo llamado techo de palio con sus bambalinas o caídas de palios, en el centro va la imagen de María, sobre una peana acompañándolas dos ceras rizadas denominadas "Las Marías".
La Virgen lleva sobre sí un manto rojo bordado en oro. Los faldones representan las tres virtudes teologales (fe, esperanza y caridad) y en el otro costado, la coronación de la Virgen.  Por último, hay que indicar que el llamador representa una barca con los marineros portándola.
Exorno floral: El paso lo rodean ocho centros florales que suelen ser de claveles blancos.

### Paso de San Juan

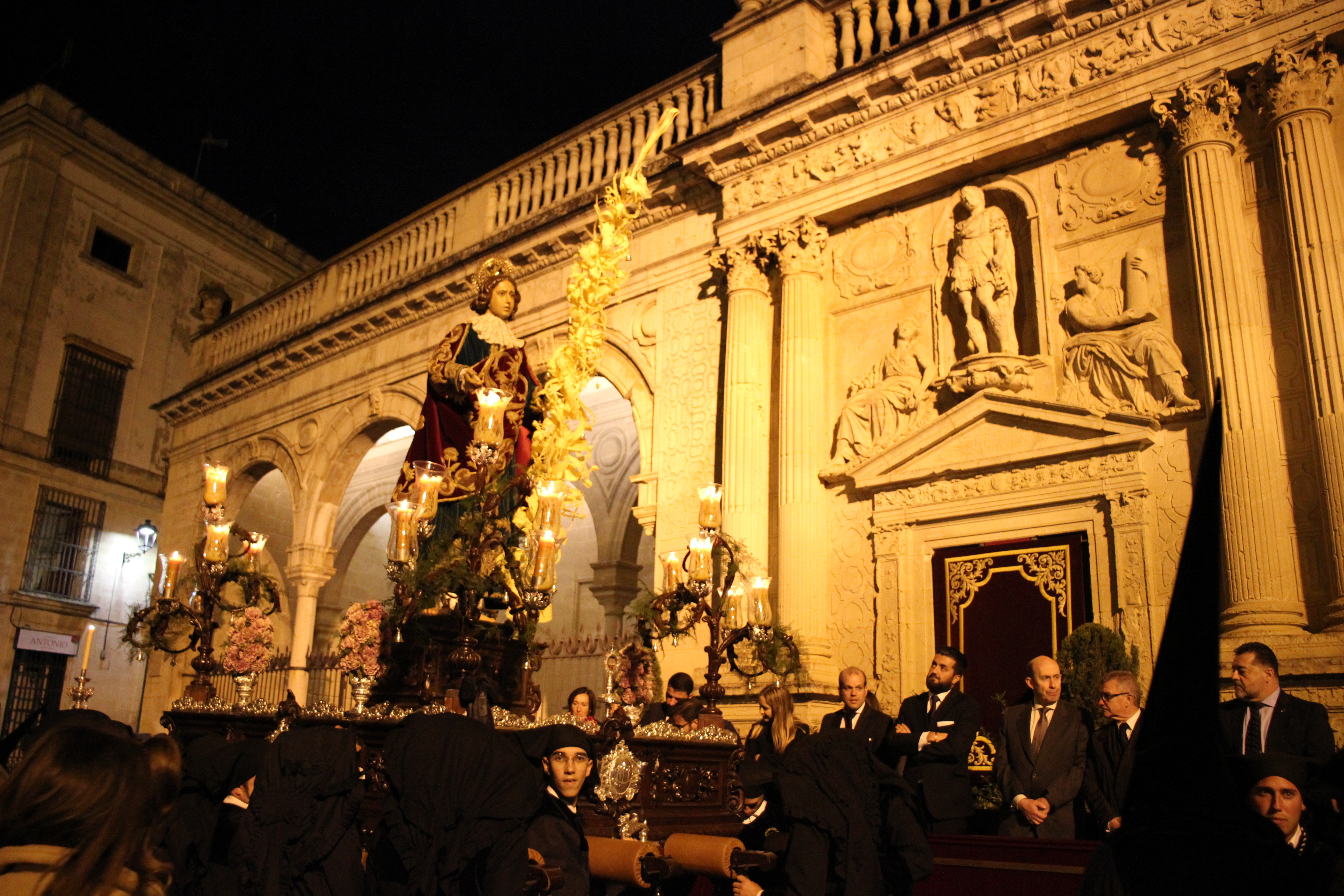
Juanillo

Representa a San Juan Evangelista con palma rizada, y es un paso cargado por fuera con 16 cargadores y por el interior del paso, 6 cargadores.
Exorno floral: El paso lo rodean cuatro centros de flores de claveles rosas.

## Sede
Tiene como sede la Ermita de San Telmo, la cual era muy frecuentada por los barqueros antes de salir a faenar para encomendarse al Señor, y al volver del trabajo, para agradecérselo. De ahí que fuese creada la hermandad. Se dice que en el templo a la noche siempre había alguna luz, que vista a través de las claraboyas ejercía como un singular faro y orientaba a los barqueros. En 2019 fue restaurada.
|                                        |
| Ermita de San Telmo (1575 - presente). |

## Escudo y Túnica

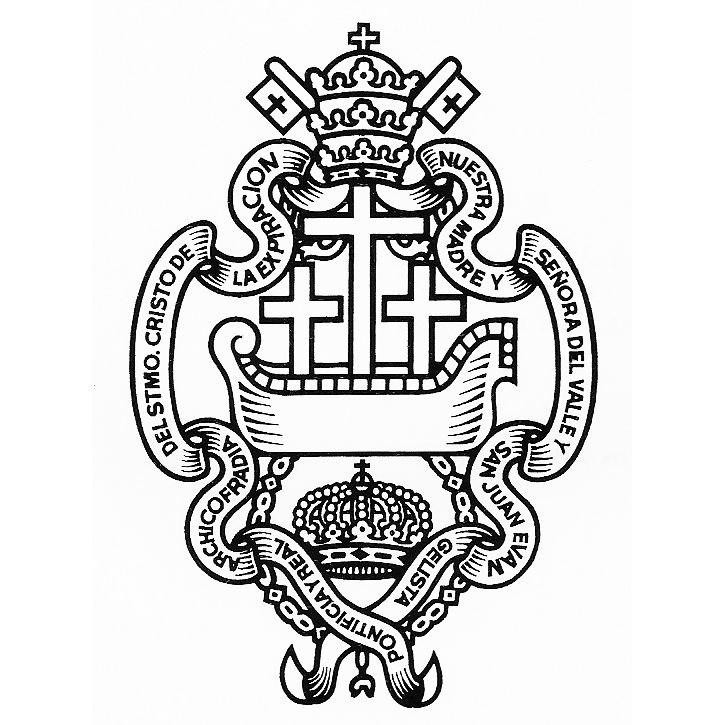
Escudo

El escudo representa un barco con tres cruces en cubierta, siendo la del centro la más alta, muestra original de su vinculación con el gremio de los banqueros. Sobre la Cruz central, el emblema Pontificio, que hace referencia al Título que ostenta la hermandad. Debajo de la quilla, hay una Corona Real rodeada del Toisón de Oro, representando el título de Real de la Hermandad. Dicha Corona consiste en un círculo de oro, enriquecido de piedras preciosas, realzado de ocho florones, interpolados con ocho pequeñas puntas adornadas; cerrada por arriba con ocho diademas de oro cargadas de perla, unidas en el centro superior y cimadas de un globo, centrado y cruzado de una cruz lisa de oro. Circundando la corona aparece el Toisón de oro, que está formado por una cadena de oro del que pende un cordero o vellocino también de oro, el cual es símbolo de los caballeros de la orden de caballería del mismo nombre, que nació para defender a la religión Católica, pero que a través de la historia pasó exclusivamente (una de sus ramas) a la Casa Real Española, siendo signo del carácter real de la corporación, al igual que la Corona Real.  
Por último, cerrando el conjunto, se desprende la ínfula de la tiara papal a modo de filacteria, cinta de orla, que se entrelaza entre sí y que contiene el título oficial de la Hermandad.
La Hermandad posee dos túnicas, la de hermano cargador y el hermano de fila, ambas serán consideradas iguales en respeto y dignidad, tendiendo la misma consideración oficial.

## Junta de Gobierno

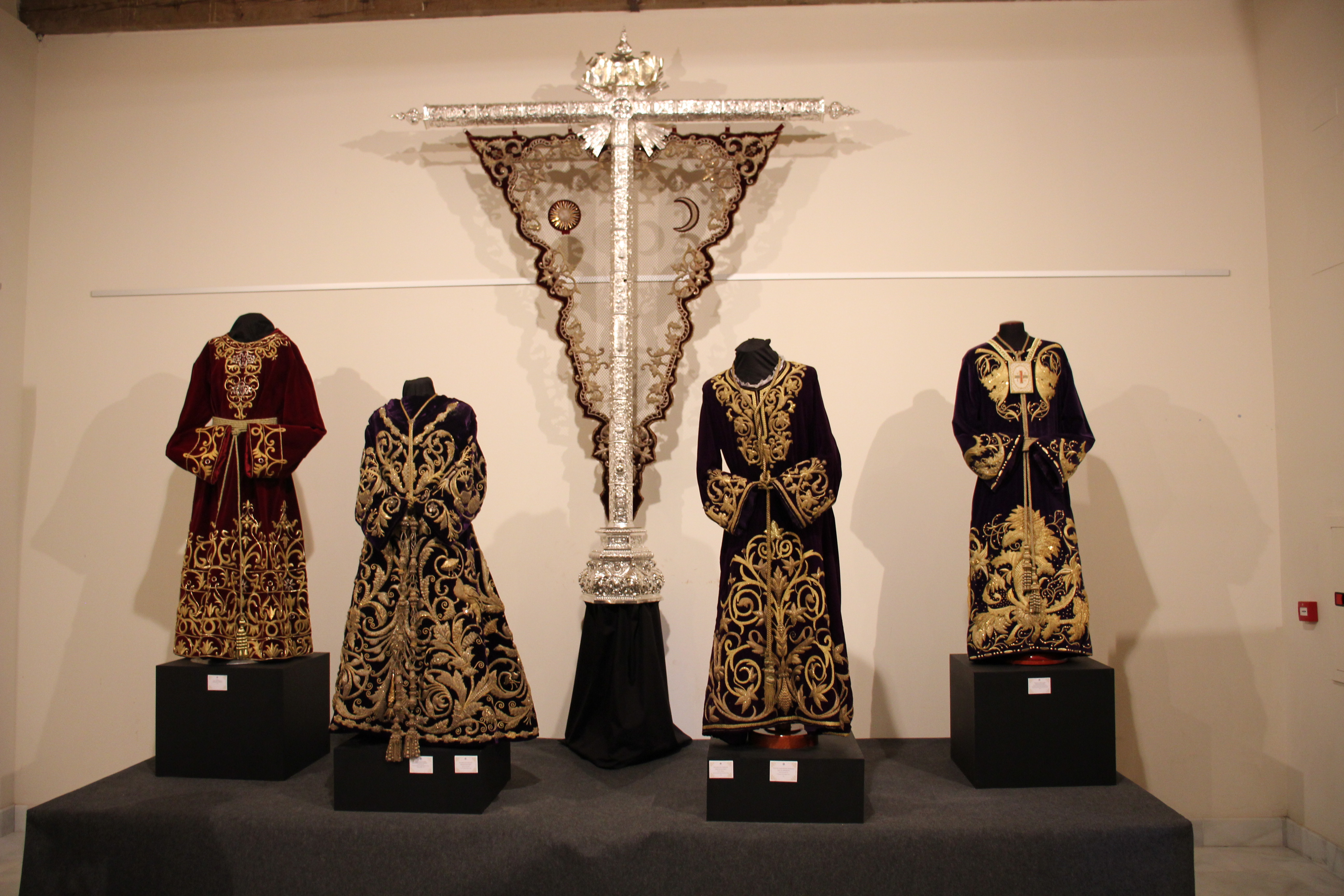
Cruz y vestimentas

La actual Junta de Gobierno tomó posesión de su cargo en noviembre de 2024.
- Director Espiritual: Rvdo. Padre. D. Kevin Garnica Rodríguez
- Hermano Mayor: Jesús Rodríguez Gómez
- Tte. Hermano Mayor: Sebastián Romero Rodríguez
- Tesorero: Manuel Zúñiga Hita
- Secretario: Carmen María Copano Barrera
- Mayordomo: Francisco Javier Lara Ruiz

## Paso por Carrera Oficial
| Predecesor: Las Viñas | Orden de entrada en Carrera Oficial (Viernes Santo) 3.er lugar | Sucesor: La Soledad |